# Club Sports Madeira
O Club Sports Madeira é um dos mais antigos clubes desportivos da cidade do Funchal, na Região Autónoma da Madeira, sendo atualmente um dos mais ecléticos na ilha, movimentando centenas de praticantes distribuídos por Andebol, Badminton, Bridge, Tiro, Voleibol e Rugby. Assume desde 1959 a organização do mediático Rali Vinho Madeira.